# John Cameron Mitchell
John Cameron Mitchell (El Paso, 21 aprile 1963) è un attore, sceneggiatore, regista, librettista e cantante statunitense, noto per i film Hedwig - La diva con qualcosa in più e Shortbus - Dove tutto è permesso.

## Biografia
Nato in Texas, figlio di un ex Maggior generale della U.S. Army, è cresciuto in basi militari statunitensi situate in Germania e Scozia. La madre è un'insegnante originaria di Glasgow, immigrata in gioventù negli Stati Uniti. Ha studiato presso l'Università Northwestern dal 1981 al 1985.
Inizia la sua carriera lavorando a Broadway, partecipando a diversi musical di successo. Nel 1986 recita nel film I 5 della squadra d'assalto, diretto da Paul Michael Glaser, e successivamente partecipa a svariate produzioni televisive, come Mac Gyver e Law & Order - I due volti della giustizia. Nel 1990 recita nella commedia I ragazzi degli anni '50 mentre nel 1996 lavora per Spike Lee in Girl 6 - Sesso in linea, dove interpreta un attore provinato per un film pornografico.
Nel 1998 scrive il libretto del musical Hedwig and the Angry Inch e ne interpreta il protagonista nell'Off Broadway; nel 2015 torna a recitare e cantare nei panni di Hedwig nel revival di Broadway del musical e per la sua performance vince uno speciale Tony Award.
Nel 2001 debutta alla regia con Hedwig - La diva con qualcosa in più, opera rock su una musicista transgender della Germania dell'Est, di cui è anche interprete principale. Il film, tratto dall'omonimo musical creato da Mitchell, si aggiudica diversi premi, tra cui miglior film e premio del pubblico al Sundance Film Festival, inoltre è candidato come miglior opera prima al National Board of Review; Mitchell per la sua interpretazione ottiene una candidatura ai Golden Globe.
Nel 2006 dirige il controverso e audace Shortbus - Dove tutto è permesso, lungometraggio senza attori professionisti ma con molte scene di sesso esplicito presentato al Festival di Cannes dello stesso anno. Ha inoltre diretto alcuni videoclip, First Day of My Life dei Bright Eyes e Filthy/Gorgeous dei Scissor Sisters.
È dichiaratamente omosessuale.

## Filmografia

### Attore

#### Cinema
- I 5 della squadra d'assalto (Band of the Hand), regia di Paul Michael Glaser (1986)
- Senza esclusione di colpi (No Holds Barred), regia di Thomas J. Wright (1989)
- I ragazzi degli anni '50 (Book of Love), regia di Robert Shaye (1990)
- Girl 6 - Sesso in linea (Girl 6), regia di Spike Lee (1996)
- Hedwig - La diva con qualcosa in più (Hedwig and the Angry Inch), regia di John Cameron Mitchell (2001)
- Shortbus - Dove tutto è permesso (Shortbus), regia di John Cameron Mitchell (2006)

#### Televisione
- Un giustiziere a New York (The Equalizer) – serie TV, episodio 1x21 (1986)
- American Playhouse – serie TV, episodio 5x02 (1986)
- Ai confini della realtà (The Twilight Zone) – serie TV, episodio 1x24 (1986)
- MacGyver – serie TV, episodio 3x09 (1987)
- Segni particolari: genio (Head of the Class) – serie TV, 3 episodi (1987-1990)
- Vita col nonno (Our House) – serie TV, episodio 2x18 (1988)
- Freddy's Nightmares (A Nightmare on Elm Street: The Series) – serie TV, episodio 1x02 (1988)
- Law & Order - I due volti della giustizia (Law & Order) – serie TV, episodio 5x23 (1995)
- Girls – serie TV, 5 episodi (2013-2014)
- Vinyl – serie TV, 3 episodi (2016)
- The Good Fight – serie TV, 5 episodi (2017-2022)
- Mozart in the Jungle – serie TV, 4 episodi (2018)
- Shrill – serie TV, 22 episodi (2019-2021)
- The Sandman – serie TV, 3 episodi (2022)
- Yellowjackets – serie TV, episodio 2x07 (2023)

### Regista
- Hedwig - La diva con qualcosa in più (Hedwig and the Angry Inch) (2001)
- Shortbus - Dove tutto è permesso (Shortbus) (2006)
- Rabbit Hole (2010)
- La ragazza del punk innamorato (How to Talk to Girls at Parties) (2017)
- GLOW – serie TV (2018)

## Doppiatori italiani
- Stefano Onofri in Hedwig - La diva con qualcosa in più

## Nella cultura di massa
Ha ispirato il personaggio di Victor Nikiforov nell'anime giapponese Yuri!!! on Ice